# Aimee Carrero
Aimee Carrero (Santo Domingo, 1988. július 15. –) dominikai színésznő és szinkronszínésznő.
Legismertebb szinkronszerepei közé tartozik Elena hercegnő az Elena, Avalor hercegnője és az Elena és Avalor titka című Disney Channel-fantasykból, valamint Adora/She-Ra, a She-Ra és a lázadó hercegnők főszereplője.
Filmszínészként számos sikeres produkcióban szerepelt, többek között: Gémerek, Kék lagúna: Ébredés, Az utolsó boszorkányvadász, Alkalmi randevú, A menü.
Férje 2016 óta Tim Rock. Leggyakoribb magyar hangja Bogdányi Titanilla.

## További ifnormációk
- Aimee Carrero az Internet Movie Database-ben (angolul)